# Alex Easton
Alexander Easton (né le 19 mai 1969) est un homme politique nord-irlandais qui est député de North Down depuis 2024. Il est auparavant membre de l'Assemblée législative (MLA) pour North Down de 2003 à 2024.
À l'origine membre du Parti unioniste démocrate (DUP), Easton représente Ballyholme et Groomsport au conseil municipal de North Down de 2001 à 2014 et devient député en 2003. Il quitte le parti, alors dirigé par Jeffrey Donaldson, en juillet 2021 à la suite de désaccords sur la direction du parti et se présente depuis comme unioniste indépendant.
Easton remporte le siège de la Chambre des communes de North Down lors des élections générales de 2024 au Royaume-Uni en tant qu'indépendant, après avoir échoué à remporter le siège en tant que candidat du DUP lors de trois élections précédentes. Il bat le chef adjoint sortant du Parti de l'Alliance, Stephen Farry, avec une majorité de 7 305 voix (16,8 pour cent).

## Jeunesse
Easton est d'origine sud-africaine par son père sud-africain. Il grandit à Bangor, avant de déménager plusieurs fois et de revenir à Bangor à l'âge de 10 ans. Easton fait ses études au Gransha Boys High School et au Bangor Technical College. Il travaille au service des accidents et des urgences de Newtownards, puis à l'hôpital d'Ulster en tant qu'agent de bureau.

## Carrière politique
En tant que membre du Parti unioniste démocratique, il est élu pour la première fois au conseil municipal de North Down lors des élections locales de 2001, et est réélu au conseil lors des élections de 2005 et 2011.
Il est élu à l'Assemblée d'Irlande du Nord lors des élections de 2003, pour la circonscription de North Down, réélu en 2007, 2011, 2016 et à nouveau en 2017, lorsqu'il arrive en tête du scrutin pour North Down, ayant augmenté son nombre de voix à chaque élection.
Easton se présente dans la circonscription de North Down lors des élections générales de 2017 et obtient 14 940 voix, perdant face à la députée en exercice Sylvia Hermon. Lors des élections générales de 2019, il se présente une nouvelle fois dans la circonscription, mais est battu de 2 968 voix.
Easton s'oppose à un contrôle à la frontière entre l'Irlande du Nord et l'Angleterre et déclare que ceux qui soutiennent politiquement un filet de sécurité via le Brexit pourraient potentiellement conduire à un contrôle à la frontière et constituent une menace pour l'Union, à laquelle il faut s'opposer. Easton s’oppose également au Protocole sur l'Irlande du Nord.
Il annonce sa démission du DUP le 1er juillet 2021, déclarant qu'il ne voyait aucun « respect, discipline ou décence » dans le comportement récent du parti.
Il est réélu en tant que candidat indépendant aux élections législatives de 2022 en Irlande du Nord, arrivant en tête du scrutin dans la circonscription pour la cinquième fois consécutive,.
Il est élu comme indépendant dans la circonscription de North Down aux élections générales britanniques de 2024, soutenu par Traditional Unionist Voice et Reform UK qui ne présentent pas de candidat dans la circonscription.

## Vie personnelle
Il est membre de l'Ordre d'Orange et de l'Église d'Irlande. Il sert au sein du North Down Policing Partnership.